# Friedrich von Aschoff (Politiker)
Friedrich Georg Hermann Hans von Aschoff (* 4. August 1864 in Rastatt; † 20. August 1955 in Sonnenstein-Werningerode) war ein preußischer Verwaltungsbeamter und Abgeordneter.

## Leben
Aschoff war ein Sohn des preußischen Generalmajors Hugo von Aschoff (1829–1906) und dessen Ehefrau Therese geborene Dieck. Er besuchte ab 1869 die Elementarschule in Kassel und danach 1870/71 die Elementarschule in Merseburg. Anschließend besuchte er die Gymnasien in Oldenburg und Greifswald, wo er am 12. März 1884 das Abitur ablegte. Danach studierte er Rechtswissenschaften an den Universitäten Jena, Heidelberg und Berlin. Am 28. November 1887 legte er das erste Staatsexamen beim Kammergericht Berlin ab.
Als Rechtsreferendar war er ab dem 30. Januar 1888 beim Amtsgericht Sömmerda, dem Landgericht Naumburg/Saale, der Staatsanwaltschaft Erfurt und einem Rechtsanwalt in Erfurt tätig. Danach war er ab dem 25. April 1890 als Regierungsreferendar bei der Regierung in Kassel und von Mai bis November 1891 beim Landratsamt Swinemünde tätig. 1892 wurde er Vertreter des Landrats in Frankenberg und am 8. April 1893 legte er das zweite Staatsexamen in Berlin ab.
Zum 31. Mai 1893 wurde Aschoff als Regierungsassessor zur Regierung Minden versetzt. Dort war er in der Schulabteilung tätig. Im Juni 1896 wechselte er in gleicher Funktion zur Regierung Potsdam. 1901 wurde er Regierungsrat in der Regierung Wiesbaden. Am 1. April 1902 wurde er kommissarischer Landrat im Landkreis Melsungen, wo er am 27. Oktober 1902 definitiv Landrat wurde. Am 7. Januar 1914 wurde er Oberregierungsrat bei der Regierung Koblenz. Später war er bei der Regierung Magdeburg tätig, bevor er 1929 in den Ruhestand ging. Damaliger Wohnsitz war Röschenrode bei Wernigerode. Spätestens seit 1938 wohnte die Familie direkt in Wernigerode.
Von 1904 bis 1913 vertrat er den Landkreis Melsungen im Kommunallandtag Kassel. Seit 1905 war Aschoff Ehrenritter des Johanniterordens, zu diesem Zeitpunkt ebenso Mitglied des Vereins für hessische Geschichte und Landeskunde. Er war einer der wenigen Mitglieder des Johanniterordens, organisiert in der Johanniter-Genossenschaft der Provinz Sachsen, der in der DDR lebte.

## Ehe und Nachkommen
Am 2. Juni 1893 heiratete er in Berlin Wilhelmine Charlotte geborene Jans-Rothe (* 5. Februar 1871 in Paramaribo; † 24. Januar 1954 in Werningerode), genannt Minny.  Das Paar hatte mehrere Kinder, fünf Töchter, darunter die Diplom-Landwirtin Dr. Irmgard von Aschoff, Verwalterin vom pommerschen Gut in Reinfeld R.
Sein jüngerer Bruder Erich Georg Hugo von Aschoff war Generalmajor. Aschoffs ältere Nichte Erika war bis 1933 mit dem Generalmajor a. D. Eduard Seldner verheiratet.

## Lebenserinnerungen
- Aschoff, Friedrich G. von: Lebenserinnerungen, Manuskript, vier Hefte und als Typoskript, In: DAAM, S. 13 f.[7]